# Nova Ramada
Nova Ramada là một đô thị thuộc bang Rio Grande do Sul, Brasil. Đô thị này có diện tích 254,909 km², dân số năm 2007 là 2461 người, mật độ 9,65 người/km².